# شهرستان بانما
شهرستان بانما (به لاتین: Banma County) یک منطقهٔ مسکونی در چین است که در ولایت خودمختار گولوگ تبتی واقع شده‌است. شهرستان بانما ۶٬۳۷۶ کیلومتر مربع مساحت و ۱۹٬۰۰۰ نفر جمعیت دارد.